# 시큐브 (반도체 기업)
시큐브 마이크로시스템즈(C-Cube Microsystems, Inc.)는 비디오 압축 기술과 해당 기술을 반도체 집적 회로 및 시스템에 구현한 초기 회사였다. 시큐브는 비디오 CD, DVD, 다이렉TV, 디지털 케이블 및 비선형 편집 시스템과 같은 시장을 가능하게 하는 이미지 및 비디오 데이터를 아날로그에서 디지털 형식으로 변환함으로써 제시된 시장 기회를 제공한 최초의 회사이다.

## 역사
시큐브는 1988년 8월 8일 웨이텍(Weitek)의 에드먼드 선(Edmund Sun)과 알렉상드르 발칸스키(Alexandre Balkanski)에 의해 설립되었다. 초기 자금은 VC 회사 함브레히트 & 퀴스트(Hambrecht & Quist), JAFCO 아메리카 벤처스(JAFCO America Ventures) 및 일본 농기구 제조업체인 구보다에서 나왔다.